# Русакова, Наталья Михайловна
Наталья Михайловна Русакова (в девичестве Кресова; 12 декабря 1979, Ленинград, СССР) — российская легкоатлетка-спринтер, Заслуженный мастер спорта России, член олимпийской сборной России 2008 года, чемпионка России 2004, чемпионка Европы 2006 в эстафете 4×100 метров, бронзовый призёр чемпионата Европы 2006 года на 200 метров.

## Биография
Выпускница факультета журналистики Санкт-Петербургского университета.
Одним из тренеров спортсменки был Вадим Платонович Пинчук.